# Дискографія Kara
Kara (кор. 카라, яп. カラ, стилізується як KARA) — південнокорейський жіночий поп-гурт, створений компанією DSP Media у 2007 році. Гурт випустив дев'ять студійних альбомів (чотири альбоми корейською мовою та п'ять — японською), вісім збірних альбомів, сім мініальбомів і двадцять вісім синглів. Дебютний студійний альбом гурту «The First Blooming» вийшов 29 березня 2007 року. Вони вийшли на японську музичну сцену 5 серпня 2010 року з японською версією пісні «Mister». Вони також записали саундтреки до різних корейських і японських драм.

## Альбоми

### Студійні альбоми
| Назва                                                                               | Деталі альбому                                                                            | Пікові позиції в чартах | Пікові позиції в чартах | Пікові позиції в чартах | Продажі                      | Сертифікати        |
| Назва                                                                               | Деталі альбому                                                                            | КОР                     | ЯПО                     | РК                      | Продажі                      | Сертифікати        |
| Корейські                                                                           | Корейські                                                                                 | Корейські               | Корейські               | Корейські               | Корейські                    | Корейські          |
| ----------------------------------------------------------------------------------- | ----------------------------------------------------------------------------------------- | ----------------------- | ----------------------- | ----------------------- | ---------------------------- | ------------------ |
| «The First Blooming»                                                                | - Випущено: 29 березня 2007 - Лейбл: DSP Media - Формат: CD, цифрове завантаження         | 2                       | —                       | —                       | Н/Д                          | Н/Д                |
| «Revolution»                                                                        | - Випущено: 30 липня 2009 - Лейбл: DSP Media - Формат: CD, цифрове завантаження           | 3                       | 86                      | 14                      | - КОР: 80 645                | Н/Д                |
| «Step»                                                                              | - Випущено: 6 вересня 2011 - Лейбл: DSP Media - Формат: CD, цифрове завантаження          | 1                       | 5                       | 2                       | - КОР: 101 884 - ЯПО: 60 000 | Н/Д                |
| «Full Bloom»                                                                        | - Випущено: 2 вересня 2013 - Лейбл: DSP Media - Формат: CD, цифрове завантаження          | 1                       | 25                      | 9                       | - КОР: 59 639 - ЯПО: 13 000  | Н/Д                |
| Японські                                                                            |                                                                                           |                         |                         |                         |                              |                    |
| «Girl's Talk»                                                                       | - Випущено: 24 листопада 2010 - Лейбл: Universal Sigma - Формат: CD, цифрове завантаження | —                       | 2                       | 3                       | - ЯПО: 500 000               | - RIAJ: 2× Платина |
| «Super Girl»                                                                        | - Випущено: 23 листопада 2011 - Лейбл: Universal Sigma - Формат: CD, цифрове завантаження | —                       | 1                       | 9                       | - ЯПО: 778 000               | - RIAJ: 3× Платина |
| «Girls Forever»                                                                     | - Випущено: 14 листопада 2012 - Лейбл: Universal Sigma - Формат: CD, цифрове завантаження | —                       | 2                       | 5                       | - ЯПО: 250 000               | - RIAJ: Платина    |
| «Fantastic Girls»                                                                   | - Випущено: 28 серпня 2013 - Лейбл: Universal Sigma - Формат: CD, цифрове завантаження    | —                       | 3                       | 7                       | - ЯПО: 57 041                | Н/Д                |
| «Girl's Story»                                                                      | - Випущено: 17 червня 2015 - Лейбл: EMI Music Japan - Формат: CD, цифрове завантаження    | —                       | 6                       | 15                      | - ЯПО: 19 170                | Н/Д                |
| «—» позначає релізи, які не потрапили в чарти або не були випущені в цьому регіоні. |                                                                                           |                         |                         |                         |                              |                    |

### Збірні альбоми
| Назва                                                                               | Деталі альбому                                                                          | Пікові позиції в чартах | Пікові позиції в чартах | Пікові позиції в чартах | Продажі                   | Сертифікати     |
| Назва                                                                               | Деталі альбому                                                                          | КОР                     | ЯПО                     | РК                      | Продажі                   | Сертифікати     |
| ----------------------------------------------------------------------------------- | --------------------------------------------------------------------------------------- | ----------------------- | ----------------------- | ----------------------- | ------------------------- | --------------- |
| «Best 2007—2010»                                                                    | - Випущено: 29 вересня 2010 - Лейбл: Universal Sigma - Формат: CD, цифрове завантаження | —                       | 2                       | —                       | - ЯПО: 219 065            | - RIAJ: Платина |
| «Hits! Hits!»                                                                       | - Випущено: 30 березня 2012 - Лейбл звукозапису: Warner Music Taiwan - Формат: CD/DVD   | —                       | —                       | 4                       | - ЯПО: 502 - РК: 3732     | Н/Д             |
| «Collection»                                                                        | - Випущено: 5 вересня 2012 - Лейбл звукозапису: Universal Sigma - Формат: CD/DVD        | —                       | 3                       | 4                       | - ЯПО: 71 328             | Н/Д             |
| «Solo Collection»                                                                   | - Випущено: 4 грудня 2012 - Лейбл звукозапису: DSP Media - Формат: CD/DVD               | 3                       | 91                      | 14                      | - КОР: 15 265 - ЯПО: 2674 | Н/Д             |
| «Best Girls»                                                                        | - Випущено: 27 листопада 2013 - Лейбл: Universal Sigma - Формат: CD/DVD                 | —                       | 5                       | —                       | - ЯПО: 65 228             | - RIAJ: Золото  |
| «—» позначає релізи, які не потрапили в чарти або не були випущені в цьому регіоні. |                                                                                         |                         |                         |                         |                           |                 |

### Коробкові набори
| Назва                           | Деталі альбому                                                         | Пікові позиції в чартах | Продажі     |
| Назва                           | Деталі альбому                                                         | Японія                  | Продажі     |
| ------------------------------- | ---------------------------------------------------------------------- | ----------------------- | ----------- |
| «Special Premium Box for Japan» | - Випущено: 28 квітня 2010 - Лейбл: Universal Sigma - Формат: CD / DVD | 29                      | - ЯПО: 4332 |
| «Album Collection»              | - Випущено: 26 березня 2014 - Лейбл: Universal Sigma - Формат: CD/DVD  | 85                      | - ЯПО: 1530 |
| «Single Collection»             | - Випущено: 26 березня 2014 - Лейбл: Universal Sigma - Формат: CD/DVD  | 87                      | - ЯПО: 1500 |

## Мініальбоми
| Назва                                                                               | Деталі мініальбому                                                                                  | Пікові позиції в чартах | Пікові позиції в чартах | Пікові позиції в чартах | Продажі                     |
| Назва                                                                               | Деталі мініальбому                                                                                  | КОР                     | Японія                  | TW                      | Продажі                     |
| ----------------------------------------------------------------------------------- | --------------------------------------------------------------------------------------------------- | ----------------------- | ----------------------- | ----------------------- | --------------------------- |
| «Rock U»                                                                            | - Випущено: 25 липня 2008 - Лейбл: DSP Media - Формат: CD, цифрове завантаження                     | 8                       | 106                     | —                       | - КОР: 27 034 - ЯПО: 1188   |
| «Pretty Girl»                                                                       | - Випущено: 4 грудня 2008 - Лейбл: DSP Media - Формат: CD, цифрове завантаження                     | 23                      | 105                     | —                       | - КОР: 58 579 - ЯПО: 1201   |
| «Lupin»                                                                             | - Випущено: 17 лютого 2010 - Лейбл: DSP Media - Формат: CD, цифрове завантаження                    | 1                       | 100                     | 12                      | - КОР: 75 291 - ЯПО: 4354   |
| «Jumping»                                                                           | - Випущено: 10 листопада 2010 - Лейбл: DSP Media - Формат: CD, цифрове завантаження                 | 1                       | 52                      | 12                      | - КОР: 60 416 - ЯПО: 12 885 |
| «Pandora»                                                                           | - Випущено: 22 серпня 2012 - Лейбл: DSP Media - Формат: CD, цифрове завантаження                    | 1                       | 15                      | 6                       | - КОР: 70 425 - ЯПО: 21 692 |
| «Day & Night»                                                                       | - Випущено: 18 серпня 2014 - Лейбл: DSP Media - Формат: CD, цифрове завантаження                    | 3                       | 26                      | 13                      | - КОР: 27 646 - ЯПО: 9 269  |
| «In Love»                                                                           | - Випущено: 26 травня 2015 - Лейбл: DSP Media - Формат: CD, цифрове завантаження                    | 2                       | 42                      | 12                      | - КОР: 13 220 - ЯПО: 3544   |
| «Move Again»                                                                        | - Випущено: 29 листопада 2022 - Лейбл: RBW - Формат: CD, цифрове завантаження, потокове передавання | 16                      | 13                      | —                       | - КОР: 11 000 - ЯПО: 1480   |
| «—» позначає релізи, які не потрапили в чарти або не були випущені в цьому регіоні. | |                         |                         |                         |                             |

### Перевидання
| Назва                     | Деталі альбому                                                                   | Пікові позиції в чартах | Пікові позиції в чартах | Продажі                   |
| Назва                     | Деталі альбому                                                                   | КОР                     | Японія                  | Продажі                   |
| ------------------------- | -------------------------------------------------------------------------------- | ----------------------- | ----------------------- | ------------------------- |
| «Honey (Special Edition)» | - Випущено: 12 лютого 2009 - Лейбл: DSP Media - Формат: CD, цифрове завантаження | 2                       | 103                     | - КОР: 29 558 - ЯПО: 1249 |

## Сингли
| «Break It»                                                                          | 2007 | *  | * | — | —  | —  | —  | —  | Н/Д              | Н/Д                                                                                   | «The First Blooming»         |
| «If U Wanna» (кор. 맘에 들면)                                                       | 2007 | *  | * | — | —  | —  | —  | —  | Н/Д              | Н/Д                                                                                   | «The First Blooming»         |
| «Secret World»                                                                      | 2007 | *  | * | — | —  | —  | —  | —  | Н/Д              | Н/Д                                                                                   | «The First Blooming»         |
| «Rock U»                                                                            | 2008 | *  | * | — | —  | —  | —  | —  | Н/Д              | Н/Д                                                                                   | «Rock U»                     |
| «Pretty Girl»                                                                       | 2008 | *  | * | — | —  | —  | —  | —  | Н/Д              | Н/Д                                                                                   | «Pretty Girl»                |
| «Honey»                                                                             | 2009 | *  | * | — | —  | —  | —  | —  | Н/Д              | Н/Д                                                                                   | «Honey (Special Edition)»    |
| «Wanna»                                                                             | 2009 | *  | * | — | —  | —  | —  | —  | Н/Д              | Н/Д                                                                                   | «Revolution»                 |
| «Mister»                                                                            | 2009 | *  | * | — | —  | —  | —  | —  | Н/Д              | Н/Д                                                                                   | «Revolution»                 |
| «Lupin»                                                                             | 2010 | 1  | * | — | —  | —  | —  | —  | - КОР: 2 977 898 | - RIAJ: Золото (цифрові)                                                              | «Lupin»                      |
| «Jumping»                                                                           | 2010 | 3  | * | — | —  | —  | —  | —  | - КОР: 1 390 227 | Н/Д                                                                                   | «Jumping»                    |
| «Step»                                                                              | 2011 | 2  | 2 | — | 38 | 2  | —  | —  | - КОР: 2 782 566 | Н/Д                                                                                   | «Step»                       |
| «Pandora»                                                                           | 2012 | 2  | 3 | — | —  | *  | —  | 18 | - КОР: 1 507 913 | Н/Д                                                                                   | «Pandora»                    |
| «Runaway» (кор. 둘 중에 하나)                                                       | 2013 | 9  | 5 | — | —  | *  | —  | —  | Н/Д              | Н/Д                                                                                   | «Full Bloom»                 |
| «Damaged Lady» (кор. 숙녀가 못 돼)                                                  | 2013 | 4  | 9 | — | —  | *  | —  | —  | - КОР: 463 583   | Н/Д                                                                                   | «Full Bloom»                 |
| «Mamma Mia!»                                                                        | 2014 | 10 | * | — | —  | *  | —  | 14 | - КОР: 352 056   | Н/Д                                                                                   | «Day & Night»                |
| «Cupid»                                                                             | 2015 | 14 | * | — | —  | *  | —  | 12 | - КОР: 245 523   | Н/Д                                                                                   | «In Love»                    |
| «When I Move»                                                                       | 2022 | 13 | 9 | — | —  | *  | —  | —  | Н/Д              | Н/Д                                                                                   | «Move Again»                 |
| Японські                                                                            |      |    |   |   |    |    |    |    |                  |                                                                                       |                              |
| «Mister»                                                                            | 2010 | *  | * | 5 | 11 | 2  | 9  | —  | - ЯПО: 144 856   | - RIAJ: Золото - Повна Чяка-ута: Мільйон - Чяку-ута: 3× Платина - Цифрова: 2× Платина | «Girl's Talk»                |
| «Jumping»                                                                           | 2010 | *  | * | 4 | 3  | 11 | —  | —  | - ЯПО: 119 727   | - RIAJ: Золото - Повна Чяка-ута: Мільйон - Чяку-ута: 2× Платина - Цифрова: Платина    | «Girl's Talk»                |
| «Jet Coaster Love»                                                                  | 2011 | —  | * | 1 | 2  | 1  | 5  | —  | - ЯПО: 225 521   | - RIAJ: Золото - Повна Чяка-ута: Платина - Цифрова: Золото                            | «Super Girl»                 |
| «Go Go Summer!»                                                                     | 2011 | —  | * | 2 | 2  | 1  | 9  | —  | - ЯПО: 230 813   | - RIAJ: Золото - Повна Чяка-ута: Платина - Цифрова: Платина                           | «Super Girl»                 |
| «Winter Magic»                                                                      | 2011 | —  | — | 3 | 2  | 2  | 4  | —  | - ЯПО: 124 965   | - RIAJ: Золото - Повна Чяка-ута: Золото                                               | «Super Girl»                 |
| «Speed Up»                                                                          | 2012 | —  | — | 2 | 3  | 6  | 7  | —  | - ЯПО: 158 613   | - RIAJ: Золото                                                                        | «Girls Forever»              |
| «Girl's Power»                                                                      | 2012 | —  | — | 2 | 7  | 6  | 7  | —  | - ЯПО: 158 613   | - RIAJ: Золото                                                                        | «Girls Forever»              |
| «Electric Boy»                                                                      | 2012 | —  | — | 2 | 1  | *  | 3  | —  | - ЯПО: 76 248    | - RIAJ: Золото                                                                        | «Girls Forever»              |
| «Bye Bye Happy Days!»                                                               | 2013 | —  | — | 2 | 2  | *  | 11 | —  | - ЯПО: 78 325    | Н/Д                                                                                   | «Fantastic Girls»            |
| «Thank You Summer Love»                                                             | 2013 | —  | — | 2 | 1  | *  | —  | —  | - ЯПО: 75 884    | Н/Д                                                                                   | «Fantastic Girls»            |
| «French Kiss»                                                                       | 2013 | —  | — | 7 | 24 | *  | 18 | —  | - ЯПО: 35 505    | Н/Д                                                                                   | «Best Girls»                 |
| «Mamma Mia!»                                                                        | 2014 | —  | * | 6 | 9  | *  | —  | —  | - ЯПО: 31 864    | Н/Д                                                                                   | «Girl's Story»               |
| «Summer☆Gic»                                                                        | 2015 | —  | * | 2 | 4  | *  | —  | —  | - ЯПО: 55 108    | Н/Д                                                                                   | «Girl's Story»               |
| «Sunshine Miracle»                                                                  | 2015 | —  | * | 2 | —  | *  | —  | —  | - ЯПО: 55 108    | Н/Д                                                                                   | «Girl's Story»               |
| «Sunny Days»                                                                        | 2015 | —  | * | 2 | —  | *  | —  | —  | - ЯПО: 55 108    | Н/Д                                                                                   | «Girl's Story»               |
| «When I Move»                                                                       | 2022 | —  | — | — | —  | —  | —  | —  |                  |                                                                                       | «Move Again (Japan Edition)» |
| «—» позначає релізи, які не потрапили в чарти або не були випущені в цьому регіоні. |      |    |   |   |    |    |    |    |                  |                                                                                       |                              |

### Рекламні сингли
| «Good Day: Season 2»                                                                | 2008 | 33 | —  | —  | —  | «Honey (Special Edition)»    |
| «Same Heart»                                                                        | 2009 | 24 | —  | —  | —  | «Revolution»                 |
| «Stars Falling from the Sky»                                                        | 2010 | 47 | —  | —  | —  | «Stars Falling from the Sky» |
| «We're With You»                                                                    | 2010 | 14 | —  | —  | 24 | Сингли поза альбомом         |
| «2Me»                                                                               | 2010 | 12 | —  | —  | —  | Сингли поза альбомом         |
| «Beautiful Night»                                                                   | 2013 | 51 | 44 | —  | —  | Сингли поза альбомом         |
| «Love Letter»                                                                       | 2013 | —  | —  | —  | —  | Сингли поза альбомом         |
| Японські                                                                            |      |    |    |    |    |                              |
| «Dreaming Girl»                                                                     | 2011 | —  | —  | 28 | —  | «Super Girl»                 |
| «Go Go Summer! 2012»                                                                | 2012 | —  | —  | 68 | 49 | «Collection»                 |
| «—» позначає релізи, які не потрапили в чарти або не були випущені в цьому регіоні. |      |    |    |    |    |                              |

## Інші пісні в чартах
| «Umbrella»                                                                          | 2010 | 30  | —  | —  | «Lupin»                |
| «Tasty Love»                                                                        | 2010 | 41  | —  | —  | «Lupin»                |
| «Lonely»                                                                            | 2010 | 56  | —  | —  | «Lupin»                |
| «Rollin'»                                                                           | 2010 | 60  | —  | —  | «Lupin»                |
| «Love Is»                                                                           | 2010 | 77  | —  | —  | «Jumping»              |
| «Burn»                                                                              | 2010 | 98  | —  | —  | «Jumping»              |
| «Binks»                                                                             | 2010 | 102 | —  | —  | «Jumping»              |
| «With»                                                                              | 2010 | 104 | —  | —  | «Jumping»              |
| «SOS»                                                                               | 2010 | —   | —  | 17 | «Girl's Talk»          |
| «Lupin» (Japan ver.)                                                                | 2010 | —   | —  | 55 | «Girl's Talk»          |
| «Rider»                                                                             | 2011 | 43  | 69 | —  | «Step»                 |
| «Strawberry»                                                                        | 2011 | 56  | 83 | —  | «Step»                 |
| «Follow Me»                                                                         | 2011 | 79  | —  | —  | «Step»                 |
| «Date (My Boy)»                                                                     | 2011 | 83  | —  | —  | «Step»                 |
| «I Am… (Ing)»                                                                       | 2011 | 115 | —  | —  | «Step»                 |
| «With My Heart (Dear Kamilia)»                                                      | 2011 | 136 | —  | —  | «Step»                 |
| «Kara 4 U» (Outro)                                                                  | 2011 | 179 | —  | —  | «Step»                 |
| «Ey! Oh!» (Intro)                                                                   | 2011 | 182 | —  | —  | «Step»                 |
| «Ima, Okuritai 「Arigatou」»                                                        | 2011 | —   | —  | 16 | «Super Girl»           |
| «Girls Be Ambitious!»                                                               | 2011 | —   | —  | 42 | «Super Girl»           |
| «Winter Magic (X'mas version)»                                                      | 2011 | —   | —  | 67 | «Winter Magic» (сингл) |
| «Do It! Do It!»                                                                     | 2011 | —   | —  | 67 | «Super Girl»           |
| «Missing»                                                                           | 2011 | —   | —  | 98 | «Super Girl»           |
| «Way»                                                                               | 2012 | 58  | 35 | —  | «Pandora»              |
| «Miss U»                                                                            | 2012 | 88  | 64 | —  | «Pandora»              |
| «Idiot»                                                                             | 2012 | 106 | 87 | —  | «Pandora»              |
| «Lost»                                                                              | 2012 | 85  | 68 | —  | «Solo Collection»      |
| «Secret Love»                                                                       | 2012 | 82  | 74 | —  | «Solo Collection»      |
| «Wanna Do»                                                                          | 2012 | 100 | —  | —  | «Solo Collection»      |
| «Guilty»                                                                            | 2012 | 155 | —  | —  | «Solo Collection»      |
| «Daydream»                                                                          | 2012 | 163 | —  | —  | «Solo Collection»      |
| «2Night»                                                                            | 2013 | 98  | 98 | —  | «Full Bloom»           |
| «Follow Me»                                                                         | 2013 | 113 | —  | —  | «Full Bloom»           |
| «11»                                                                                | 2013 | 114 | —  | —  | «Full Bloom»           |
| «Smoothie»                                                                          | 2013 | 126 | —  | —  | «Full Bloom»           |
| «In The Game»                                                                       | 2013 | 129 | —  | —  | «Full Bloom»           |
| «—» позначає релізи, які не потрапили в чарти або не були випущені в цьому регіоні. |      |     |    |    |                        |

## Поява як гості
| Назва                                       | Рік  | Інший виконавець(-вці)                                   | Альбом                                            |
| ------------------------------------------- | ---- | -------------------------------------------------------- | ------------------------------------------------- |
| «Gil» (кор. 길)                             | 2010 | Н/Д                                                      | «MBC Music Travel LaLaLa Vol.7» (цифровий сингл)  |
| «Round and Round» (кор. 빙글 빙글)          | 2010 | No Brain                                                 | «MBC Music Travel LaLaLa Vol.11» (цифровий сингл) |
| «I'll Write You a Letter» (кор. 편지할께요) | 2011 | Кім Хьон Сок                                             | «2011 Kim Hyung Suk With Friends Part.1»          |
| «White»                                     | 2014 | Rainbow, О Чон Хьок, Ajax, DSP Girls (Со Мін та Чхе Вон) | «DSP Special Album: White Letter»                 |
| «My Angel»                                  | 2014 | Н/Д                                                      | «DSP Special Album: White Letter»                 |
| «First Love» (кор. 첫 사랑)                 | 2014 | Пак Кюрі, Хан Синьон                                     | «DSP Special Album: White Letter»                 |
| «Into The World» (кор. 세상속으로)          | 2014 | Н/Д                                                      | «DSP Special Album: White Letter»                 |

## Саундтреки
| Назва                                                 | Рік  | Саундтреки з                                             | Альбом                                           |
| ----------------------------------------------------- | ---- | -------------------------------------------------------- | ------------------------------------------------ |
| «Fighting»                                            | 2007 | «Поспій за каннамськими мамами» (кор. 강남엄마 따라잡기) | «Keeping Up with Gangnam Mother OST»             |
| «Butterfly» (кор. 나비)                               | 2008 | «Наруто Шипуден» (корейська версія)                      | Н/Д                                              |
| «Love is Fire»                                        | 2009 | «Хлопці кращі за квіти»                                  | «Boys Over Flowers Original Sound Track: Part 2» |
| «Stars Falling from the Sky» (кор. 별을 따다줘)       | 2010 | «Зірки падають з неба»                                   | «Stars Falling from the Sky OST»                 |
| «Lonely»                                              | 2010 | «Моя мати»                                               | «Lupin»                                          |
| «SOS»                                                 | 2011 | «Уракара»                                                | «Girl's Talk»                                    |
| «Ima, Okuridai Arigatou»                              | 2011 | «Уракара»                                                | «Super Girl»                                     |
| «My Prayer»                                           | 2012 | «Незнайомці 6»                                           | Н/Д                                              |
| «Beautiful Night»                                     | 2013 | «Kara: Анімація»                                         | «Bye Bye Happy Days!»                            |
| «Love Letter»                                         | 2013 | «Kara: Анімація»                                         | «Thank You Summer Love»                          |
| «My Angel» (Secret Love ver.)                         | 2014 | «Таємне кохання»                                         | Пісні поза альбомом                              |
| «Into The World» (кор. 세상속으로) (Secret Love ver.) | 2014 | «Таємне кохання»                                         | Пісні поза альбомом                              |

## Відеоальбоми
| Рік  | Назва                                                                   | Деталі альбому                                                                                         | Продажі                                             | Сертифікати     |
| ---- | ----------------------------------------------------------------------- | --- | --------------------------------------------------- | --------------- |
| 2009 | «KARAdise 2010 Season's Greeting»                                       | - Випущено: 8 грудня 2009 - Лейбл: DSP Media - Формат: DVD                                             | Н/Д                                                 | Н/Д             |
| 2010 | «MBC DVD Collection: Kara Sweet Muse Gallery»                           | - Випущено: - 19 травня 2010 - 27 травня 2010 - Лейбл: Universal Sigma - Формат: DVD                   | - ЯПО: 13 000                                       | Н/Д             |
| 2010 | «KARAFULL DVD-BOX»                                                      | - Випущено: 4 серпня 2010 - Лейбл: Esupio - Формат: DVD                                                | Н/Д                                                 | Н/Д             |
| 2010 | «KARA Vacation»                                                         | - Випущено: 1 вересня 2010 - Лейбл: Universal Sigma - Формат: Hybrid DVD/Blu-ray                       | - ЯПО: 2 300                                        | Н/Д             |
| 2010 | «KARAdise 2011 Season's Greeting From Thai»                             | - Випущено: - 23 грудня 2010 - 26 січня 2011 - Лейбл: DSP Media/Universal Sigma - Формат: DVD          | - ЯПО: 11 000                                       | Н/Д             |
| 2011 | «Kara Best Clips»                                                       | - Випущено: - 23 лютого 2011 - 29 лютого 2012 (Blu-ray) - Лейбл: Universal Sigma - Формат: DVD/Blu-ray | - Загалом: 289 276 - DVD: 286 889 - Blu-ray: 2 387  | - RIAJ: Платина |
| 2011 | «URAKARA Vol.1-Vol.6»                                                   | - Випущено: 4 квітня 2011 - Лейбл: Universal Sigma - Формат: DVD                                       | - ЯПО: 36 200                                       | Н/Д             |
| 2011 | «KARA Vacation 2»                                                       | - Випущено: 21 грудня 2011 - Лейбл: Universal Sigma - Формат: Hybrid DVD/Blu-ray                       | - Загалом: 13 628 - DVD: 6 607 - Blu-ray: 7 021     | Н/Д             |
| 2011 | «KARA Bakery With Photo DVD»                                            | - Випущено: 23 грудня 2011 - Лейбл: Esupio - Формат: DVD                                               | Н/Д                                                 | Н/Д             |
| 2012 | «KARAdise 2012, In Paris»                                               | - Випущено: 25 січня 2012 - Лейбл: SBS Contents Hub - Формат: DVD                                      | Н/Д                                                 | Н/Д             |
| 2012 | «Step It Up»                                                            | - Випущено: 15 лютого 2012 - Лейбл: December32 - Формат: DVD                                           | - ЯПО: 21 500                                       | Н/Д             |
| 2012 | «Kara Best Clips II & Shows»                                            | - Випущено: 29 лютого 2012 - Лейбл: Universal Sigma - Формат: DVD / Blu-ray                            | - Загалом: 137 890 - DVD: 108 382 - Blu-ray: 29 508 | - RIAJ: Золото  |
| 2012 | «Kara 1st Japan Tour 2012 Karasia»                                      | - Випущено: 14 листопада 2012 - Лейбл: Universal Sigma - Формат: DVD / Blu-ray                         | - Загалом: 60 008 - DVD: 44 138 - Blu-ray: 15 870   | Н/Д             |
| 2012 | «2012 The 1st Concert Karasia»                                          | - Випущено: - 26 грудня 2012 - 22 лютого 2013 - Лейбл: DSP Media - Формат: DVD                         | - ЯПО: 9 830                                        | Н/Д             |
| 2013 | «Kara 2013 HAPPY NEW YEAR in TOKYO DOME»                                | - Випущено: 27 березня 2013 - Лейбл: Universal Sigma - Формат: DVD / Blu-ray                           | - Загалом: 34 385 - DVD: 20 894 - Blu-ray: 13 491   | Н/Д             |
| 2013 | «Kara The Animation»                                                    | - Випущено: 10 травня 2013 - Лейбл: Universal Sigma - Формат: DVD                                      | Н/Д                                                 | Н/Д             |
| 2013 | «Kara Best Clips III»                                                   | - Випущено: 26 червня 2013 - Лейбл: Universal Sigma - Формат: DVD / Blu-ray                            | - Загалом: 20 160 - DVD: 12 192 - Blu-ray: 7 968    | Н/Д             |
| 2014 | «The Final Show: Kara 2nd Japan Tour 2013 Karasia»                      | - Випущено: 19 березня 2014 - Лейбл: Universal Sigma - Формат: DVD / Blu-ray                           | - Загалом: 20 431 - DVD: 11 362 - Blu-ray: 9 069    | Н/Д             |
| 2014 | «Secret Love DVD Box»                                                   | - Випущено: 24 вересня 2014 - Лейбл: Universal Sigma - Формат: DVD                                     | - Загалом: 1 760                                    | Н/Д             |
| 2014 | «KARA ~Day & Night~ Showcase»                                           | - Випущено: 3 грудня 2014 - Лейбл: Universal Sigma - Формат: DVD                                       | - Загалом: 2 458                                    | Н/Д             |
| 2015 | «KARA The 3rd Japan Tour KARASIA»                                       | - Випущено: 18 березня 2015 - Лейбл: Universal Sigma - Формат: DVD / Blu-ray                           | - Загалом: 10 022 - DVD: 4 859 - Blu-ray: 5 193     | Н/Д             |
| 2015 | «Kara the Fit»                                                          | - Випущено: 29 липня 2015 - Лейбл: EMI Records - Формат: DVD                                           | Н/Д                                                 | Н/Д             |
| 2015 | «KARA The 4th Japan Tour 2015 KARASIA»                                  | - Випущено: 16 грудня 2015 - Лейбл: Universal Sigma - Формат: DVD / Blu-ray                            | Н/Д                                                 | Н/Д             |
| 2016 | «Forever Kara Blu-ray Complete Box 2010—2015 — All Japan Tours & Clips» | - Випущено: 29 червня 2016 - Лейбл: Universal Sigma, EMI Records - Формат: Blu-ray box set             | Н/Д                                                 | Н/Д             |

## Фотокниги
| Рік  | Назва                                  | Дата випуску    | Продажі  |
| ---- | -------------------------------------- | --------------- | -------- |
| 2011 | «Все про красу від KARA»               | 12 жовтня 2011  | 12 008   |
| 2012 | «Je t'aime KARA»                       | 14 лютого 2012  | Невідомо |
| 2012 | «Книга програми „KARASIA“»             | 28 березня 2012 | Невідомо |
| 2012 | Спеціальна фотокнига «KARA STEP IT UP» | 20 грудня 2012  | Невідомо |

## Музичні кліпи
| Рік                  | Музичне відео                | Інші версії | Режисер(и) |
| -------------------- | ---------------------------- | --- | --- |
| 2007                 | «Break It»                   | Відсутні | Невідомо |
| 2007                 | «If U Wanna»                 | Відсутні | Невідомо |
| 2008                 |                              | Відсутні | Невідомо |
| «Rock U»             |                              | Відсутні | Невідомо |
| «Pretty Girl»        |                              | Відсутні | Невідомо |
| «Good Day: Season 2» |                              | Відсутні | Невідомо |
| 2009                 |                              | Відсутні | |
| «Honey»              | Чу Хі Сон                    | Відсутні | |
| «Same Heart»         | Невідомо                     | Відсутні | |
| «Wanna»              | Невідомо                     | Відсутні | |
| 2010                 | Невідомо                     | Відсутні | «Lupin» |
| 2010                 | Невідомо                     | «We're With You» | - Версія із Кюрі у центрі уваги - Версія із Хара у центрі уваги - Версія із Чійон у центрі уваги - Версія із Ніколь у центрі уваги - Версія із Синьон у центрі уваги                                                              |
| 2010                 | Невідомо                     | «2Me» | Відсутні |
| 2010                 | Невідомо                     | «Mister» | - Танцювальна версія |
| 2010                 | Невідомо                     | «Jumping» | - Японська версія - Танцювальна версія - Версія Smart Sports - Версія із Кюрі у центрі уваги - Версія із Хара у центрі уваги - Версія із Чійон у центрі уваги - Версія із Ніколь у центрі уваги - Версія із Синьон у центрі уваги |
| 2011                 | «Jet Coaster Love»           | - Танцювальна версія | Чу Хі Сон |
| 2011                 | «Ima, Okuritai 「Arigatou」» | Відсутні | Чу Хі Сон |
| 2011                 | «Go Go Summer!»              | - Режисерська версія - Танцювальна версія | Чу Хі Сон |
| 2011                 | «I'll Write You a Letter»    | Відсутні | Чу Хі Сон |
| 2011                 | «Step»                       | - Версія зблизька - Версія на сцені - Вулична версія - Біла версія - Версія із Кюрі у центрі уваги - Версія із Хара у центрі уваги - Версія із Чійон у центрі уваги - Версія із Ніколь у центрі уваги - Версія із Синьон у центрі уваги | Чу Хі Сон |
| 2011                 | «Winter Magic»               | - Версія зблизька - Версія із Кюрі у центрі уваги - Версія із Хара у центрі уваги - Версія із Чійон у центрі уваги - Версія із Ніколь у центрі уваги - Версія із Синьон у центрі уваги                                                  | Чу Хі Сон |
| 2012                 | «Speed Up»                   | - Інша версія - Версія зблизька | Чу Хі Сон |
| 2012                 | «Girl's Power»               | - Версія зблизька - Танцювальна версія | Чу Хі Сон |
| 2012                 | «Pandora»                    | - Танцювальна версія | Чу Хі Сон |
| 2012                 | «Electric Boy»               | - Версія зблизька - Танцювальна версія - Версія із Кюрі у центрі уваги - Версія із Хара у центрі уваги - Версія із Чійон у центрі уваги - Версія із Ніколь у центрі уваги - Версія із Синьон у центрі уваги                             | Невідомо |
| 2012                 | «Orion»                      | - Версія зблизька | Невідомо |
| 2013                 | «Bye Bye Happy Days»         | - Танцювальна версія | Чу Хі Сон |
| 2013                 | «Thank You Summer Love»      | - Танцювальна версія - Версія Кюрі - Версія Синьон - Версія Ніколь - Версія Хара - Версія Чійон | Чу Хі Сон |
| 2013                 | «Runaway»                    | Відсутні | Кім Кю Тхе |
| 2013                 | «Damaged Lady»               | Відсутні | Чо Су Хьон |
| 2013                 | «French Kiss»                | - Танцювальна версія - Версія Кюрі - Версія Синьон - Версія Ніколь - Версія Хара - Версія Чійон | Хон Вон Ґі |
| 2014                 | «Mamma Mia»                  | - Японська версія - Танцювальна версія | Хон Вон Ґі |
| 2015                 | «Summer Gic»                 | - Танцювальна версія | Невідомо |
| 2015                 | «Cupid»                      | Відсутні | Невідомо |
| 2022                 | «When I Move»                | - Японська версія - Танцювальна версія | Невідомо |

## Виноски
1. ↑  Значення корейських продажів є цифровими продажами, які виміряні Музичним чартом Gaon, а значення японських продажів є продажі CD синглів, які виміряні Oricon.
2. ↑  Сертифікація в Японії здійснено RIAJ.
3. 1 2  Чарт Gaon було створено у лютому 2010.
4. 1 2  Billboard K-pop Hot 100 було створено у серпні 2011 та припинено у липні 2014.
5. 1 2  Чарт RIAJ цифрових треків було припинено 27 липня 2012.
6. ↑  Пісня вийшла як окремий сингл. Вона також пізніше була додано до фізичного видання «Super Girl Japan Tour Special Edition».
7. ↑  «Beautiful Night» / «Love Letter» була випущено 11 грудня 2013, а у Японії та Кореї — разом із піснею «KARA The Animation» у 24 грудня 2013.